# Promethes tilloyi
Promethes tilloyi är en stekelart som beskrevs av Théobald 1937. Promethes tilloyi ingår i släktet Promethes och familjen brokparasitsteklar. Inga underarter finns listade i Catalogue of Life.